# Кућа генерала Драгољуба Михаиловића
Кућа генерала Драгољуба Михаиловића се налазила у Брегалничкој улици бр. 24 у Градској општини Звездара у Београду.
Некадашња је породична кућа армијског генерала Драгољуба Драже Михаиловића, министра војске, морнарице и ваздухопловства Краљевине Југославије (1942-1944) и начелник Штаба Врховне команде Југословенске војске у Другом светском рату. Овде је живео од 1931. до почетка 1941. године, заједно са супругом Јелицом, синовима Војиславом и Бранком, као и кћерком Горданом.
Међу комшијама Михаиловића, била је и глумица Ружица Сокић, која се њих живо сећала. Гордана је касније препричавала да се сећа како је као девојчица са родитељима често одлазила у цркву Покрова Пресвете Богородице на Црвеном крсту у Београду, у близини куће и да је једном приликом је ту добила благослов од епископа Николаја Велимировића, што је на њу оставило снажан утисак до краја живота.
Супруга и деца генерала Михаиловића су значајно време рата били управо у овој кући, док су повремено одлазили код њега у штаб, а Јелица и Гордана су у једном периоду биле заточене у Бањичком логору.
Након Београдског процеса 1946. године у којем је генерал Михаиловић осуђен на смрт, трајан губитак грађанских права и одузимање целокупне имовине, ова кућа је остављена породици. Разлог томе се вероватно крије у чињеници да су Бранко и Гордана, син и кћерка генерала Михаиловића, последњи део Другог светског рата провели у редовима партизана. У Политици је 31. октобра 1944. године, изашао чланак под насловом "Деца Драже Михаиловића одричу се свога недостојног оца", уз пратећу фотографију на којој су Бранко и Гордана док потписују изјаве.
Кућа је срушена средином октобра 2019. године и на њеном месту је изграђена стамбена зграда. Постојале су иницијативе српске емиграције у САД и Покрета обнове Краљевине Србије, да се кућа откупи и претвори у Музеј генерала Михаиловића. Иницијативу је подржао академик Матија Бећковић, док је против био СУБНОР, а историчар Предраг Марковић је изразио резерву према отварању музеја који би био посвећен једној личности.